# Проєктивний модуль
Проєктивний модуль — важливий тип модулів, що є узагальненням вільних модулів. З точки зору теорії категорій, проєктивні модулі є окремим випадком проєктивних об'єктів.

## Визначення
Проєктивний модуль можна визначити кількома еквівалентними способами.
- Модуль {\displaystyle P} над кільцем {\displaystyle R} (як правило, вважається асоціативним з одиничним елементом), називається проєктивним, якщо для будь-якого гомоморфізма {\displaystyle g\colon P\to M} і епіморфізма {\displaystyle f\colon N\to M} існує такий гомоморфізм {\displaystyle h\colon P\to N}, що {\displaystyle g=fh}, тобто дана діаграма є комутативною:

- Модуль {\displaystyle P} є проєктивним тоді і тільки тоді, коли існує такий модуль {\displaystyle K}, що пряма сума {\displaystyle F=P\oplus K} є вільним модулем.

Справді, нехай {\displaystyle P} є компонентою прямої суми {\displaystyle F}, яка є вільним модулем, і {\displaystyle g\colon P\to M} — гомоморфізм, a {\displaystyle f\colon N\to M} — епіморфізм. Тоді {\displaystyle g\circ p_{1}\colon F\to M} теж є гомоморфізмом ({\displaystyle p_{1}} — проєкція прямої суми {\displaystyle F} на перший доданок {\displaystyle P}), а так як вільні модулі є проєктивними, то існує гомоморфізм {\displaystyle h_{1}\colon F\to N}, такий, що {\displaystyle g\circ p_{1}=f\circ h_{1}}, звідси {\displaystyle g\circ p_{1}\circ i_{1}=f\circ h_{1}\circ i_{1}}, де {\displaystyle i_{1}} — гомоморфізм включення {\displaystyle P\to F}, звідси
{\displaystyle g=f\circ h_{1}\circ i_{1}\colon P\to M}
Навпаки, нехай {\displaystyle P} — проєктивний модуль. Кожен модуль є гомоморфним образом вільного. Нехай {\displaystyle g\colon F\to P} — відповідний епіморфізм. Тоді тотожний ізоморфізм {\displaystyle id\colon P\to P} буде рівним {\displaystyle id=g\circ h} для деякого {\displaystyle h\colon P\to F}, так як {\displaystyle P} є проєктивним. Будь-який елемент {\displaystyle F} тоді можна записати як
{\displaystyle x=h\circ g(x)+(x-h\circ g(x))\in \mathrm {Im} \,h\oplus \mathrm {Ker} \,g},
де {\displaystyle \mathrm {Im} \,h} є ізоморфним {\displaystyle P}.
- {\displaystyle P} є проєктивним тоді і тільки тоді, коли для будь-якого епіморфізма {\displaystyle f\colon N\to M} індукований гомоморфізм {\displaystyle f_{*}\colon {\text{Hom}}(P,N)\to {\text{Hom}}(P,M)}теж є епіморфізмом.
- {\displaystyle P} є проєктивним тоді і тільки тоді, коли він переводить будь-яку коротку точну послідовність {\displaystyle 0\to A\to B\to C\to 0} в точну послідовність {\displaystyle 0\to {\text{Hom}}(P,A)\to {\text{Hom}}(P,B)\to {\text{Hom}}(P,C)\to 0}.
- Модуль {\displaystyle P} є проєктивним тоді і тільки тоді, коли кожна коротка точна послідовність модулів виду

{\displaystyle 0\rightarrow A\rightarrow B\ {\xrightarrow {f}}\ P\rightarrow 0}
розщеплюється. Тобто для відображення f : B ↠ P на діаграмі існує відображення h : P → B, таке що f ∘ h = idP. У цьому випадку h(P) є прямим доданком модуля B, h є ізоморфізмом із P на h(P), а h ∘ f є проєкцією на h(P). Це також можна записати як
{\displaystyle B=\mathrm {Im} (h)\oplus \mathrm {Ker} (f)\ \ \;\ \mathrm {Ker} (f)\cong A\ \land \ \mathrm {Im} (h)\cong P.}
- Модуль {\displaystyle P} над кільцем {\displaystyle R} є проєктивним тоді і тільки тоді, коли існує множина {\displaystyle \{a_{i}\in P\mid i\in I\}} і множина гомоморфізмів {\displaystyle \{f_{i}\in \mathrm {Hom} (P,R)\mid i\in I\}} таких що для кожного  {\displaystyle x\in P,} виконується рівність {\displaystyle x=\sum f_{i}(x)a_{i}} і fi(x) не рівне нулю лише для скінченної кількості індексів i.
- Модуль {\displaystyle P} над кільцем {\displaystyle R} є проєктивним тоді і тільки тоді, коли для всіх R-модулів T функтор Ext задовольняє умову {\displaystyle \operatorname {Ext} _{R}^{1}(P,T)=0} (і тому {\displaystyle \operatorname {Ext} _{R}^{i}(P,T)=0,\;i>0.})

## Властивості
- Пряма сума модулів є проєктивним модулем тоді і тільки тоді, коли кожен доданок є проєктивним.
- Будь-який проєктивний модуль над кільцем головних ідеалів або локальним комутативним кільцем є вільним модулем.
- Будь-який проєктивний модуль є плоским.
- Локалізація проєктивного модуля над комутативним кільцем є проєктивним модулем над локалізованим кільцем. Оскільки проєктивний модуль над локальним кільцем є вільним то локалізація кільця модуля по всіх простих ідеалах є вільним модулем. Також ця властивість описується так, що проєктивний модуль є локально вільним.

## Приклади
- Найпростіший приклад проєктивного модуля — вільний модуль {\displaystyle F}.

Справді, нехай {\displaystyle x_{1},x_{2},\ldots ,x_{i},\ldots } — елементи базису модуля {\displaystyle F} і {\displaystyle g(x_{i})=y_{i}}. Оскільки {\displaystyle f} — епіморфізм, можна знайти такі {\displaystyle z_{i}}, що {\displaystyle f(z_{i})=y_{i}}. Тоді {\displaystyle h} можна визначити, задавши його значення на векторах базису як {\displaystyle h(x_{i})=z_{i}}.
- Для кілець многочленів від кількох змінних над полем будь-який проєктивний модуль є вільним.
- У кільці Дедекінда кожен ідеал, що не є головним є проєктивним модулем і не є вільним модулем.
- Абелева група є проєктивним модулем тоді і тільки тоді, коли вона є вільною.